# Stop, Look, Listen (To Your Heart)

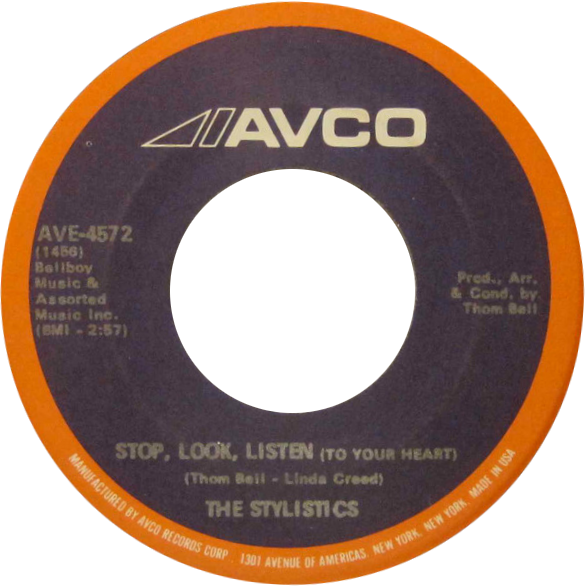

Stop, Look, Listen (To Your Heart) è un brano musicale soul scritto da Thom Bell e Linda Creed. La canzone è stata registrata per la prima volta dal gruppo statunitense The Stylistics e pubblicata nel 1971 come singolo estratto dall'album The Stylistics.

## Tracce
- 7"

1. Stop, Look, Listen (To Your Heart)
2. If I Love You

## Formazione
- Russell Thompkins Jr. - voce
- James Smith, Airrion Love, James Dunn, Herbie Murrell - cori

## Versione di Diana Ross e Marvin Gaye
Nel 1974 il brano è stato diffuso come singolo estratto dall'album Diana & Marvin, realizzato in duetto da Diana Ross e Marvin Gaye. 
Questa versione è presente nella colonna sonora del film Il diario di Bridget Jones (2001).

### Tracce
- 7"

1. Stop, Look, Listen (To Your Heart)
2. Love Twins

### Formazione
- Diana Ross, Marvin Gaye - voce
- The Funk Brothers - strumenti